# Sagi Burton
Sagi Burton, właśc. Osagyefo Lenin Ernesto Burton-Godwin (ur. 25 listopada 1977 w Birmingham) – piłkarz występujący na pozycji obrońcy, reprezentant Saint Kitts i Nevis.
Jako zawodnik Crystal Palace rozegrał dwa spotkania w Premier League. Zadebiutował w tych rozgrywkach 20 grudnia 1997 w zremisowanym 0:0 meczu z Derby County.
W reprezentacji Saint Kitts i Nevis zadebiutował 2 czerwca 2004 w przegranym 0:2 towarzyskim meczu z Irlandią Północną. W drużynie narodowej zagrał trzy razy.